# Rear Entrance
Pour plus de détails, voir Fiche technique et Distribution.
Rear Entrance (後門, Hòu mén) est un film hong-kongais réalisé par Li Han-hsiang, sorti en 1960.  
Il remporte le prix du meilleur film à l'Asian Film Festival.

## Synopsis
Une histoire émouvante à propos d'une femme sans enfant qui s'occupe d'une fille émotionnellement meurtrie...

## Fiche technique
- Titre : Rear Entrance
- Titre original : 後門, Hòu mén
- Réalisation : Li Han-hsiang
- Scénario : Wang Yue-ting d'après un roman de Xu Xu
- Musique : Inconnu
- Pays d'origine : Hong Kong
- Format : Noir et blanc - 2,35:1 - Mono - 35 mm
- Genre : Drame
- Durée : 99 minutes
- Date de sortie : 1960 (Hong Kong)

## Distribution
- Butterfly Wu : madame Tsui, une femme au foyer
- Wong Oi-ming : Ah-lin, une fillette
- Ching Miao : le père d'Ah-lin
- Tu Chuan : une jeune fille accorte

- King Hu : un prestataire de désinsectisation
- Betty Loh Ti : une voisine adultère (très brève apparition)